# Mahoba
Mahoba (hindi महोबा) – miasto w północnych Indiach w stanie Uttar Pradesh, na Nizinie Hindustańskiej.
Populacja miasta w 2001 roku wynosiła 78 806 mieszkańców.